# Africa nuda, Africa violenta
Africa nuda, Africa violenta è un film del 1974, diretto da Mario Gervasi.